# Karel Lang
Karel Lang (* 9. Juni 1958 in Brünn) ist ein ehemaliger tschechischer Eishockeytorwart, der von 1990 bis 2001 in Krefeld spielte.

## Karriere
1978 begann er seine Karriere bei Zetor Brno. Er wechselte 1979 für ein Jahr zu HC Dukla Trenčín, kehrte aber bald nach Brünn zurück. Bis 1988 blieb er dort, bevor er zur Saison 1989/90 in die 2. Bundesliga zum EV Stuttgart wechselte.
Von dort aus wechselte er in die 2. Bundesliga Nord zum Krefelder EV. Lang verhalf dem KEV in der Saison 1990/91 zum Aufstieg in die 1. Eishockey-Bundesliga. Bis 2001 spielte er in Krefeld und wurde dort wegen seiner sehr guten Reflexe „Der Hexer“ genannt.
Seine Rückennummer 1 wurde bei den Krefeld Pinguinen ihm zu Ehren gesperrt. Am 3. Mai 2013 verkündeten die Krefeld Pinguine, dass sein Sohn Lukas, der ebenfalls Eishockeytorwart ist, einen Vertrag bis 2014 unterzeichnet hat. Lukas trug zu dessen Ehren die Rückennummer seines Vaters.
Von 2002 bis 2005 war Karel Lang Torwarttrainer der Krefeld Pinguine, Torwarttrainer Nachwuchs für alle Altersklassen des Krefelder EV 81 und Trainer der Knaben B-Mannschaft KEV 81. Als Spieler wurde er nie Deutscher Meister, dies gelang ihm in der Saison 2002/03 als Torwarttrainer der Krefeld Pinguine.
Von Januar 2006 an war er Torwarttrainer der Duisburger Füchse und von März 2006 bis zum 6. Oktober 2006 war er dort ebenfalls als Co-Trainer tätig. Nach einer 14-tägigen Beurlaubung infolge einer internen Konsolidierung des EV Duisburg, wurde er am 20. Oktober 2006 wieder als Torwarttrainer in den Trainerstab berufen. Am 27. Januar 2008 wurde er zum Cheftrainer der Füchse berufen. Am 16. September 2008 trat er von seinem Traineramt zurück, Nachfolger wurde Didi Hegen. Er blieb jedoch Co-Trainer der Füchse. Am 7. Januar 2009 trat Lang – zusammen mit der gesamten sportlichen Leitung der Füchse – zurück.
Am 2. März 2007 stand er noch einmal in einem DEL-Spiel im Tor. 49 Sekunden vor Ende der Partie gegen Straubing kam er auf das Eis und brach somit den bis dahin vom ehemaligen Wolfsburger Torwart Kevin McGibney gehaltenen Altersrekord. Dieser war als 46-Jähriger einmal eingesetzt worden und ist noch immer in der 2. Bundesliga aktiv.
Seit September 2010 trainiert Karel Lang die Seniorenmannschaft der  Grefrather EG, die zurzeit in der Landesliga NRW spielt.

### International
Lang nahm für die tschechoslowakische Eishockeynationalmannschaft an den Olympischen Spielen 1980 in Lake Placid und mehreren Eishockey-Weltmeisterschaften teil.